# Tupuksuara
Tupuksuara (Tupuxuara) – pterozaur z rodziny Tupuxuaridae.
Żył w okresie wczesnej kredy (ok. 125-100 mln lat temu) na terenach Ameryki Południowej. Długość ciała ok. 2,5 m, rozpiętość skrzydeł ok. 4,5-5,5 m, masa ok. 15 kg. Jego szczątki znaleziono w Brazylii (w stanie Ceará).
Opisany na podstawie prawie kompletnego szkieletu. Na głowie miał charakterystyczny grzebień, który przebiegał od czubka dzioba do końca głowy. Żywił się prawdopodobnie owocami.
Gatunki tupuksuary:
- Tupuxuara leonardii (Kellner & Campos, 1988)
- Tupuxuara longicristatus (Kellner & Campos, 1988)

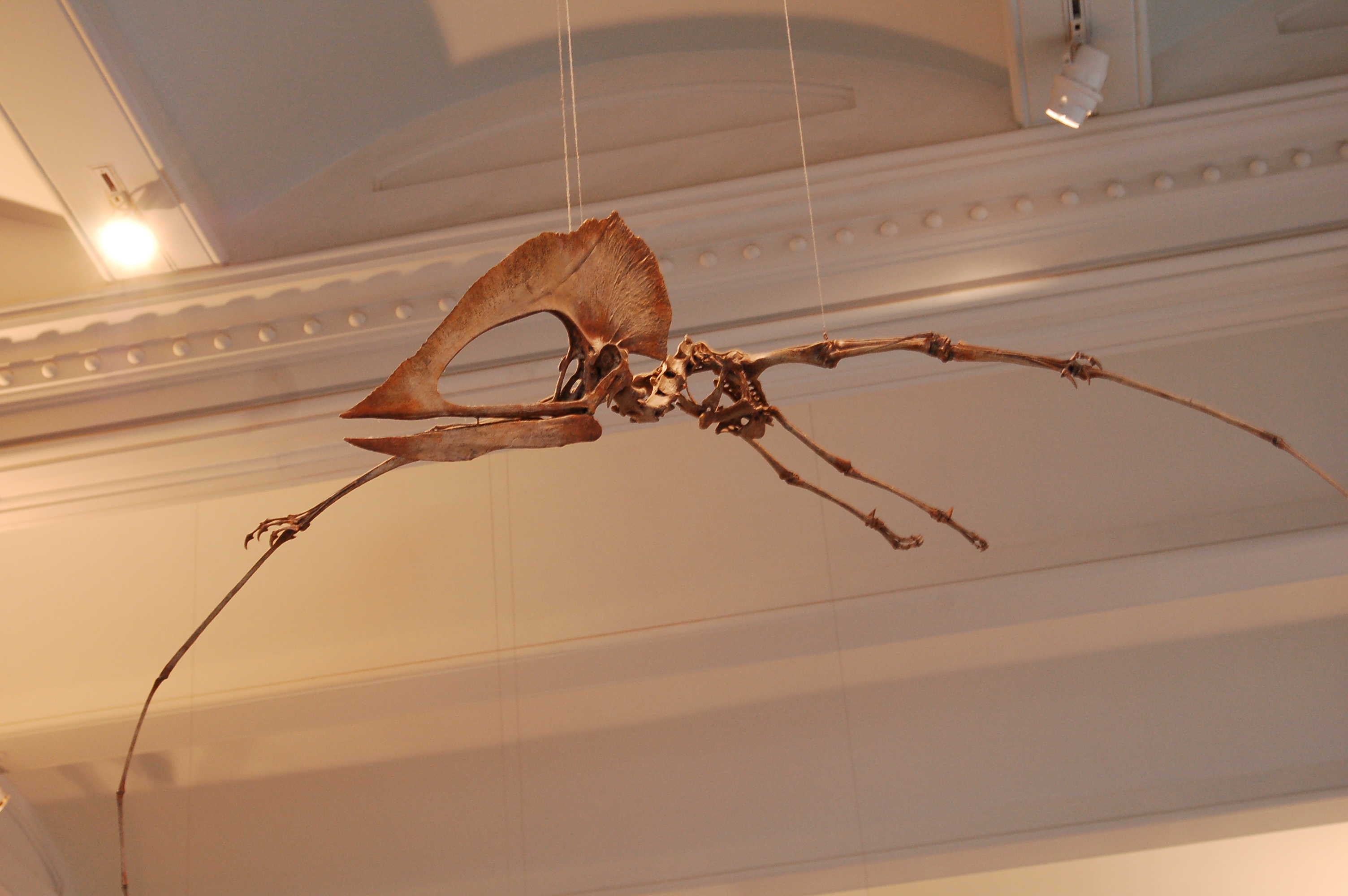
szkielet tupuksuary (Museum of Natural History, Nowy Jork)